# Eugène Verlant
 (octobre 2022).
La mise en forme du texte ne suit pas les recommandations de Wikipédia : il faut le « wikifier ».
Les points d'amélioration suivants sont les cas les plus fréquents. Le détail des points à revoir est peut-être précisé sur la page de discussion.
- Les titres sont pré-formatés par le logiciel. Ils ne sont ni en capitales, ni en gras.
- Le texte ne doit pas être écrit en capitales (les noms de famille non plus), ni en gras, ni en italique, ni en « petit »…
- Le gras n'est utilisé que pour surligner le titre de l'article dans l'introduction, une seule fois.
- L'italique est rarement utilisé : mots en langue étrangère, titres d'œuvres, noms de bateaux, etc.
- Les citations ne sont pas en italique mais en corps de texte normal. Elles sont entourées par des guillemets français : « et ».
- Les listes à puces sont à éviter, des paragraphes rédigés étant largement préférés. Les tableaux sont à réserver à la présentation de données structurées (résultats, etc.).
- Les appels de note de bas de page (petits chiffres en exposant, introduits par l'outil «  Source ») sont à placer entre la fin de phrase et le point final[comme ça].
- Les liens internes (vers d'autres articles de Wikipédia) sont à choisir avec parcimonie. Créez des liens vers des articles approfondissant le sujet. Les termes génériques sans rapport avec le sujet sont à éviter, ainsi que les répétitions de liens vers un même terme.
- Les liens externes sont à placer uniquement dans une section « Liens externes », à la fin de l'article. Ces liens sont à choisir avec parcimonie suivant les règles définies. Si un lien sert de source à l'article, son insertion dans le texte est à faire par les notes de bas de page.
- La présentation des références doit suivre les conventions bibliographiques. Il est recommandé d'utiliser les modèles {{Ouvrage}}, {{Chapitre}}, {{Article}}, {{Lien web}} et/ou {{Bibliographie}}. Le mode d'édition visuel peut mettre en forme automatiquement les références.
- Insérer une infobox (cadre d'informations à droite) n'est pas obligatoire pour parachever la mise en page.

Pour une aide détaillée, merci de consulter Aide:Wikification.
Si vous pensez que ces points ont été résolus, vous pouvez retirer ce bandeau et améliorer la mise en forme d'un autre article.
Pour les articles homonymes, voir Verlant.
Eugène Verlant, né le 18 mai 1867 à Vismes (Somme) et mort le 1er novembre 1958 à La Ciotat (Bouches-du-Rhône),, est un ingénieur polytechnicien et du corps des mines, directeur d'exploitation de la Compagnie des chemins de fer de Paris à Lyon et à la Méditerranée de 1919 à 1932. Il est notamment connu pour son apport dans l'évolution et l'unification de la signalisation ferroviaire dans les années 1930 (Code Verlant), également à l'origine de la signalisation lumineuse routière, premier essai de mise en service d'un feu rouge, le 5 mai 1923 à PARIS au carrefour des boulevards Saint-Denis et de Sébastopol,.

## Biographique
Depuis le 1er trimestre 1996, Jacques Verlant, et Jean-François Arnou reconstituent la carrière de leur cousin
Eugène Verlant (1867-1958), qui avait fait sienne la devise de Polytechnique :
Pour la patrie, les sciences, et la gloire
Au service des chemins de fer français et étrangers
- Major de sortie École Polytechnique (X. 1887). 1889
- Elève-ingénieur au corps des Mines, hors de concours 001e/004èl. (cM 1889)[5]. 1892
- Ingénieur ordinaire de 3e classe au service du Contrôle des Chemins de fer du Midi. 1892
- Ingénieur ordinaire de 2e classe. 1897
- Ingénieur attaché au Service Central de l’Exploitation du P.L.M. 1898
- Ingénieur au Service Central de I‘Exploitation du P.L.M. 1900
- Sous-Chef de l’Exploitation du P.L.M[6]. 1902
- Délégation du P.L.M. au 7e congrès international des chemins de fer à Washington[7]. 1905
- Commandant la 2e section des chemins de fer de Campagne 1908
- Directeur de l’Exploitation du réseau des chemins de fer du P.L-M. 1919
- Directeur honoraire de I ’Exploitation du réseau P.L.M. 1932

Nous lui devons Ia signalisation lumineuse des chemins de fer (1927). La Trichromie rouge – jaune – vert ; La séquence est : vert – jaune – rouge – vert. Appelé « Code Verlant ». Le code des signaux de 1934.

## Invention
- Brevets dédiés au P.L.M.
- Trichromisme des feux de signalisation[8].

## Distinctions
- Chevalier de la Légion d’honneur, (sur proposition du ministre des Colonies) 17/07/1908
- Chevalier de l’Ordre Impérial de Sainte-Anne de 3e classe de Russie. 1/05/1910
- Commandeur de l’ordre de Léopold II de Belgique 16/07/1912
- Officier de la Légion d’honneur par décret du 7/08/1914 pour prendre rang du 14/07 précédent, sur proposition du ministre de la Guerre, service des chemins de fer 14/07/1914
- Officier de l’ordre de la Couronne de Belgique 9/08/1919
- Médaille d’Honneur des Chemins de fer 28/07/1930
- Grand officier de l'ordre de Nichan Iftikhar ([Tunisie] 20/09/1930)
- Commandeur de la Légion d'honneur (11/01/1931)

Sources : archives du fonds généalogique Verlant & de Jacques Verlant et de Jean-François Arnou